# Gustavo Martín Martínez
Gustavo Martín Martínez (Resistencia, Chaco, 25 de febrero de 1974) es un político argentino, militante del Partido Justicialista. Fue Diputado Provincial, Presidente del Concejo Municipal e Intendente de la Ciudad de Resistencia y por último, candidato a Gobernador.
Su participación en política tuvo lugar desde los años 2000, ocupando diferentes roles en la administración pública. Fue miembro de los gabinetes de Jorge Capitanich durante sus dos primeros mandatos en la gobernación, ocupando distintos cargos, mientras que durante su intendencia lo acompañó ocupando la Presidencia del Concejo Municipal.
Tras su paso por el Concejo, Gustavo Martínez lanzó su propio espacio político al que llamó Corriente de Expresión Renovadora, o bien por sus siglas CER, con la cual logró acceder a la intendencia y presentar cuatro años más tarde, su candidatura a Gobernador. En los comicios del 17 de septiembre de 2023, finalizaría tercero, por detrás de Jorge Capitanich y del eventual vencedor Leandro Zdero.

## Resumen biográfico

### Primeros años
Nacido en el seno de una familia políticamente ligada al peronismo, Gustavo cursó sus estudios secundarios en la ex Escuela Nacional de Educación Técnica n.º 1, de Resistencia, donde egresó con el título de Maestro Mayor de Obras. Tras ello, comenzó a transitar por el camino de la política, acompañando principalmente a su madre Beatriz "Bettina" Vásquez.
En los años 2000 se dio a conocer en el ámbito político, consiguiendo encabezar la lista de candidatos a Diputados Provinciales del Partido Justicialista, para el período 2003-2007, resultando electo pese a la derrota del candidato a Gobernador peronista Jorge Capitanich.
Tras finalizar su mandato como Diputado Provincial y luego de establecer una postura crítica hacia el entonces Senador Nacional Capitanich, Martínez compitió y perdió en las internas del Partido Justicialista de cara a las elecciones provinciales de 2007. En efecto, tales internas mostraron ganador a Capitanich, pero Martínez lograría imponer a su representante, Francisco Baquero, como candidato a Intendente de Resistencia.

### Funcionario de gobierno
Tras la elección de Capitanich como Gobernador, Martínez fue puesto al frente de la empresa estatal de aguas SAMEEP, donde llevó adelante un importante plan de modernización, que incluyó el inicio de obras relacionadas con garantizar la provisión de agua potable a sectores históricos de la Provincia del Chaco. Luego de esta gestión, para las elecciones del año 2011, Martínez se presentó por primera vez como Candidato a Intendente de Resistencia, sin embargo, terminaría perdiendo con la candidata oficialista Aída Ayala, en unos comicios marcados por la polémica del uso del voto electrónico.
Tras la reelección de Capitanich como Gobernador, Martínez fue ratificado al frente de la empresa SAMEEP, pero al mismo tiempo, fue puesto al frente del nuevo Ministerio de Desarrollo Urbano y Ordenamiento Territorial.

### Presidente del Concejo Municipal
Tras concluir sus funciones en el gabinete provincial, Martínez volvió a expresar su interés en ser intendente de la Ciudad de Resistencia, sin embargo, tras intensas reuniones en las que también se debía definir al sucesor de Capitanich en la gobernación, finalmente arribaría a un acuerdo con este último por el cual se presentó una lista de unidad, con Capitanich como candidato a Intendente y Gustavo como Primer Candidato a Concejal, con posibilidad de asumir la Presidencia del Concejo. Finalmente, la fórmula del PJ se terminó imponiendo, dando fin a 16 años de radicalismo en la administración municipal, siendo Martínez electo concejal y más tarde elegido como Presidente del Concejo Municipal de Resistencia.
Bajo su administración, el Concejo Municipal de Resistencia lanzó programas paralelos al Ejecutivo municipal, como el Equipo Hábitat, para limpieza y desmalezado de espacios públicos, o el programa de erradicación de posibles criaderos de mosquitos vectores del dengue. Por otra parte, en lo institucional, durante su gestión fue lanzado el concurso para crear una bandera para la Ciudad de Resistencia, lográndose finalmente aprobar como tal, un diseño creado por el artista Sacha Mijail Vanioff, quién participó bajo el seudónimo Jorge Quinto.

### Precandidato a Diputado Nacional en las PASO 2019
Tras concluir su mandato como concejal del Municipio, Martínez se presentó como precandidato a Diputado Nacional para las Elecciones primarias de Argentina de 2019, encabezando la lista interna "Celeste y Blanca". Tales primarias fueron llevadas a cabo para definir los candidatos a renovar 3 de las 7 bancas del Chaco en el Congreso Nacional. La interna fue ganada por la lista "17 de Octubre" (apoyada por Jorge Capitanich), con la "Celeste y Blanca" ocupando la segunda colocación. Sin embargo, debido al reparto de candidaturas por el Sistema D'Hondt y la Ley de Paridad de Género en Ámbitos de Representación Política, a la Lista 17 de Octubre le correspondieron las dos primeras plazas, mientras que la tercera fue para la "Celeste y Blanca". Este reparto representó un inconveniente para Martínez, ya que la primera candidatura le correspondió a Lucila Masin y la segunda a Aldo Leiva, por lo que la tercera banca debía corresponderle a una mujer, debido a la Ley de Paridad de Género. En respuesta a ello, Martínez resolvió renunciar a la candidatura que le hubiera correspondido, traspasando la misma a su compañera de lista Graciela Aranda.

### Intendente de Resistencia
Tras las PASO 2019, en las que Martínez debió renunciar a su Candidatura a Diputado Nacional por la Ley de Paridad de Género y ante el anuncio del entonces intendente Capitanich de volver a competir por la Gobernación del Chaco, Martínez volvió a hacer públicas sus intenciones de candidatearse a sucederlo en la intendencia. Capitanich, por su parte, anunció como su representante a Diego Arévalo (en ese entonces, secretario de Obras Públicas de la Municipalidad de Resistencia). Ante tal definición, Martínez resolvió continuar adelante con su candidatura a Intendente, pero conformando una nueva agrupación a la que dio en llamar Corriente de Encuentro por Resistencia, o bien conocida por sus siglas CER. En dicha concertación, Martínez recibió el apoyo de peronistas opositores a Capitanich y radicales disgustados con la conducción nacional que había concertado alianza a nivel nacional con Mauricio Macri. Con este panorama, el 10 de noviembre se realizaron las elecciones municipales que terminaron con Martínez como nuevo Intendente de Resistencia con el 40,69% de los votos siendo apoyado por una pequeña parte del radicalismo, superando al candidato del radicalismo oficial Leandro Zdero que cosechó el 35,17%, mientras que Arévalo  finalizó tercero con el 17,8% de las intenciones.  Finalmente, asumió la intendencia el 10 de diciembre de 2019.
Durante su gestión se profundizaron y continuaron los programas y campañas organizados por Martínez durante su etapa como Presidente del Concejo Municipal, con la salvedad de poner los mismos bajo la órbita de la Intendencia. De esta forma, continuaron los trabajos de los programas de limpieza y desmalezado de espacios públicos, como así también de desobstrucción de drenajes y alcantarillas, de iluminación y refacción de espacios públicos, de limpieza y eliminación de posibles criaderos de dengue, campañas de reciclado de botellas plásticas o de organización de espectáculos públicos entre otros, esto último cuestionado por sectores de la oposición ante los problemas de alumbrado público y recolección de residuos que se agravaron durante su gestión.
Durante su gestión se concretó el traspaso del Autódromo Santiago Yaco Guarnieri de la jurisdicción provincial a la municipal.

### Derrota Electoral
En noviembre de 2023, el exgobernador radical Roy Nikisch, candidato de Juntos por el Cambio, se alzó con la intendencia de Resistencia, capital de Chaco, consolidando la derrota del oficialismo encabezado por Gustavo Martínez, del espacio CER. Nikisch obtuvo el 43,4% de los votos, superando a Elida Cuesta (27,03%), esposa de Martínez, y a Diego Arévalo, del Frente Chaqueño (17,63%).

### Denuncia por malversación de fondos y fraude
En marzo de 2024, el intendente de Resistencia, Roy Nikisch, inauguró las sesiones ordinarias del Concejo Municipal con un fuerte diagnóstico sobre la administración de su antecesor, Gustavo Martínez. Nikisch calificó la gestión anterior como "tierra arrasada" y denunció graves irregularidades financieras y administrativas.
Entre los puntos destacados, mencionó deudas heredadas que superan los $1.400 millones, obras licitadas que nunca se iniciaron y transferencias millonarias a un fideicomiso cuyo destino se desconoce. Además, detalló problemas como la paralización de la recolección de residuos por falta de pago a proveedores, dejando a la ciudad "intencionalmente colmada de basura". Nikisch también señaló que, entre agosto y diciembre de 2023, se realizaron movimientos financieros que comprometen la estabilidad del municipio, incluyendo cheques emitidos por más de $1.122 millones en los últimos días de la gestión anterior. Asimismo, denunció la existencia de más de 8.700 juicios contra la Municipalidad, 2.600 de ellos con sentencias firmes que afectan las cuentas municipales.
En noviembre de 2024, la Justicia Federal comenzó a investigar el presunto desvío de $634 millones durante la gestión de Gustavo Martínez como intendente de Resistencia, tras una denuncia penal presentada por su sucesor, Roy Nikisch. La acusación señala irregularidades en fondos transferidos desde Nación para obras y programas específicos que no fueron ejecutados o carecen de rendición de cuentas adecuada.
Entre los proyectos señalados figura el "Parque Lineal Soberanía", para el cual se destinaron $94,5 millones sin concretarse la obra, y un subsidio de $40 millones para emergencias climáticas utilizado sin los respaldos legales necesarios. Otro caso involucra al programa "Abraza Resistencia", financiado con $249 millones que fueron rápidamente transferidos a cuentas bancarias con usos no esclarecidos.
El Tribunal de Cuentas de Chaco denunció el manejo irregular de los recursos, incumpliendo normativas que exigen registros detallados y cuentas específicas. Además, se detectaron anomalías en fideicomisos vencidos y falta de documentación sobre el destino de los fondos. 